# Exochomus metallicus
Exochomus metallicus – gatunek chrząszcza z rodziny biedronkowatych i podrodziny Coccinellinae.
Gatunek ten opisany został po raz pierwszy w 1935 roku przez Richarda Korschefskiego w publikacji współautorstwa Hugh Scotta na łamach „The Annals and magazine of natural history”. Jako miejsce typowe wskazano okolice Addis Alem w Etiopii.
Chrząszcz o nieco podługowato-owalnym w zarysie, niezbyt silnie jak na przedstawiciela rodzaju wysklepionym ciele długości od 3 do 4,5 mm i szerokości od 2,1 do 3,5 mm. Wierzch ciała jest owłosiony, gęsto pokryty grubymi punktami. Głowa jest czarna z żółtymi narządami gębowymi. Czułki buduje dziesięć członów, z których trzy ostatnie formują buławkę. Przedplecze ma lekko odgięte brzegi boczne i delikatnie obrzeżoną krawędź nasadową. Ubarwienie przedplecza jest metalicznie zielone z żółtymi częściami bocznymi. Pokrywy są metalicznie zielone.  Podgięcia pokryw niezbyt mocno opadają dozewnętrznie, będąc ukośnie nachylonymi. Przedpiersie i spód odwłoka są żółte, reszta spodu tułowia zaś czarna. Żółtej barwy odnóża mają tęgie uda, smukłe golenie i prawie kwadratowy ząbek u podstawy pazurków. Samiec ma sześć widocznych sternitów odwłoka (wentrytów) i niesymetryczny płat nasadowy genitaliów. Samica ma pięć widocznych wentrytów, długi przewód nasienny i zaopatrzone w infundibulum genitalia.
Owad rodzimy dla krainy etiopskiej, zawleczony do Kalifornii w krainie nearktycznej.